# Ганновер (аеропорт)
Аеропорт Ганновер або Аеропорт Ганновер-Лангенгаген ((IATA: HAJ, ICAO: EDDV) нім. Flughafen Hannover-Langenhagen) — міжнародний аеропорт Ганновера, Нижня Саксонія, Німеччина. Це дев'ятий за пасажирообігом аеропорт Німеччини, розташований у Лангенгагені, за 11 км на північ від центру Ганновера.
Аеропорт є базовим для:
- Condor
- Eurowings
- Sun Express Deutschland
- TUI fly Deutschland

## Термінали
Три пасажирські термінали (A, B, C) розташовані в сусідніх будівлях і сполучені між собою переходами, де розташовані крамниці та ресторани.
- Термінал A. Було реконструйовано і заново відкрито в 2014 році. Обслуговує рейси переважно німецьких авіакомпаній.
- Термінал B. Працює на різні напрямки.
- Термінал C. Найбільший термінал, який приймає рейси всього трьох авіакомпаній, в тому числі Air France.
- Термінал D. Не використовується як пасажирський і призначений виключно для обслуговування рейсів Королівських військово-повітряних сил Великої Британії

## Авіалінії та напрямки

### Пасажирські
| Авіакомпанія                  | Пункт призначення |
| ----------------------------- | --- |
| Aegean Airlines               | Сезонний: Афіни, Салоніки |
| Aeroflot                      | Москва–Шереметьєво |
| Air Astana                    | Сезонний: Кустанай |
| Air France                    | Париж-Шарль де Голль |
| Air Serbia                    | Ніш |
| Belavia                       | Мінськ |
| British Airways               | Лондон-Хітроу |
| Brussels Airlines             | Брюссель |
| Bulgarian Air Charter         | Сезонний чартер: Бургас, Варна |
| Condor                        | Анталія, Фуертевентура, Мадейра, Гран-Канарія, Хургада, Ла-Пальма, Лансароте, Тенерифе-Південний Сезонний: Катанія (з 31 березня 2020),, Корфу, Іракліон, Херес-де-ла-Фронтера, Кавала, Кос, Ламеція-Терме, Ольбія, Пальма-де-Мальорка, Превеза, Родос, Самос, Спліт, Задар |
| Corendon Airlines             | Анталія, Хургада, Ізмір Сезонний: Адана (з 4 липня 2020),, Бодрум, Діярбакир (з 29 червня 2020),, Газіантеп, Газіпаша |
| Corendon Airlines Europe      | Фуертевентура (з 28 червня 2020), Гран-Канарія (з 27 червня 2020), Хургада, Лансароте (з 27 червня 2020), Тенерифе-Південний (з 29 червня 2020) Сезонний: Катанія (з 29 червня 2020), Іракліон, Ібіца (з 29 червня 2020), Кос (з 28 червня 2020), Ламеція-Терме (з 27 червня 2020), Ольбія (з 28 червня 2020), Пальма-де-Мальорка (з 27 червня 2020), Родос, Шарм-ель-Шейх (з 3 липня 2020) |
| Eurowings                     | Пальма-де-Мальорка, Приштина, Штутгарт, Відень Сезонний: Кос, Ламеція-Терме, Спліт, Тенерифе-Південний, Салоніки |
| Finnair                       | Гельсінкі (завершення 28 березня 2020) |
| Flybe                         | Манчестер |
| Holiday Europe                | Сезонний чартер: Хургада, Марса-Алам, Шарм-ель-Шейх |
| KLM                           | Амстердам |
| Laudamotion                   | Сезонний: Пальма-де-Мальорка |
| Loganair                      | Единбург (з 17 квітня 2020) |
| LOT Polish Airlines           | Варшава-Шопен |
| Lufthansa                     | Франкфурт, Мюнхен |
| Montenegro Airlines           | Сезонний: Тиват |
| Nordwind                      | Москва-Шереметьєво (з 30 березня 2020) |
| Nouvelair                     | Чартер: Джерба, Монастір |
| Onur Air                      | Сезонний: Анталія |
| Pegasus Airlines              | Сезонний: Анталія, Стамбул-Сабіха Гекчен |
| Scandinavian Airlines         | Копенгаген |
| SunExpress                    | Адана, Анкара, Анталія, Ізмір Сезонний: Бодрум, Газіантеп, Кайсері |
| SunExpress Deutschland        | Адана, Діярбакир, Хургада Сезонний: Анкара, Елязиг, Іракліон, Марса-Алам, Пальма-де-Мальорка, Самсун, Варна |
| Swiss International Air Lines | Цюрих |
| TUI fly Deutschland           | Агадір, Боа-Вішту, Фуертевентура, Мадейра, Гран-Канарія, Хургада, Лансароте, Марса-Алам, Пальма-де-Мальорка, Сал, Тенерифе-Південний Сезонний: Корфу, Даламан, Джерба (з 3 червня 2020), Фару, Іракліон, Ібіца, Херес-де-ла-Фронтера, Кос, Ларнака (з 21 травня 2020), Менорка, Патрас, Родос                                                                                               |
| Tunisair                      | Сезонний чартер: Джерба |
| Turkish Airlines              | Стамбул Сезонний: Анкара |
| Volotea                       | Сезонний: Кальярі (з 13 червня 2020), Тулуза (з 5 квітня 2020), Венеція (з 27 березня 2020) |
| Vueling                       | Барселона |
| Wizz Air                      | Белград, Бухарест, Будапешт, Київ-Жуляни, Скоп'є |

### Вантажні
| Авіакомпанія         | Пункт призначення              |
| -------------------- | ------------------------------ |
| ASL Airlines Belgium | Біллунн, Льєж, Осло–Гардермуен |
| Deutsche Post        | Мюнхен, Штутгарт               |
| FedEx Express        | Париж–Шарль де Голль           |

## Статистика

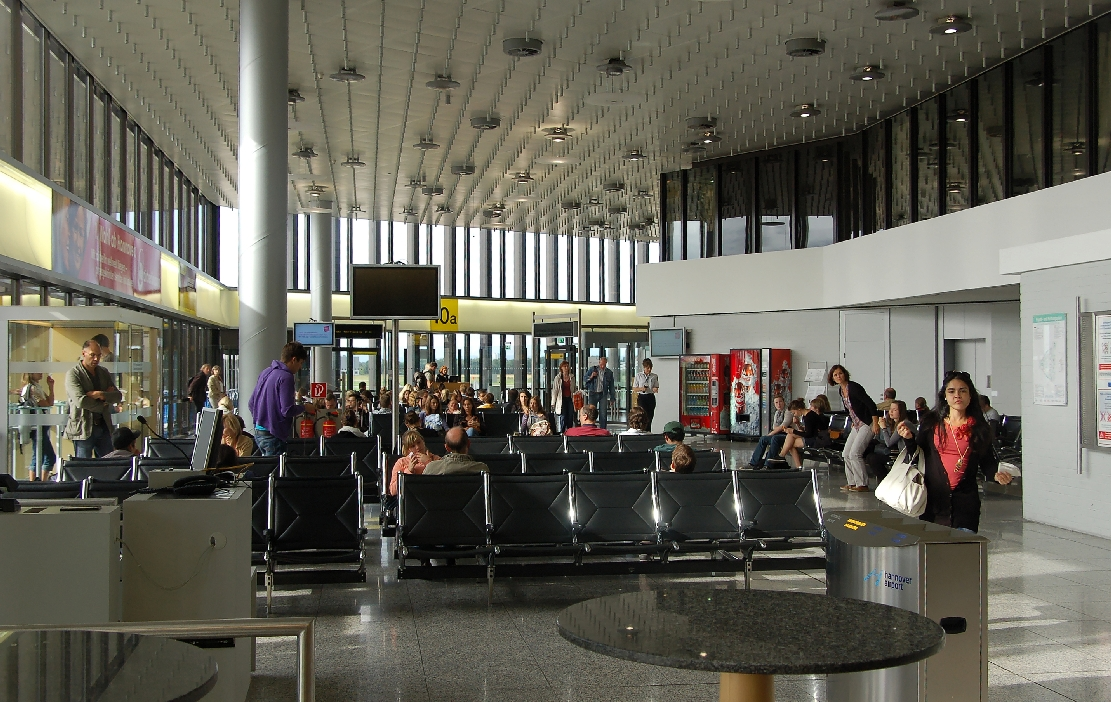
Зона відльоту

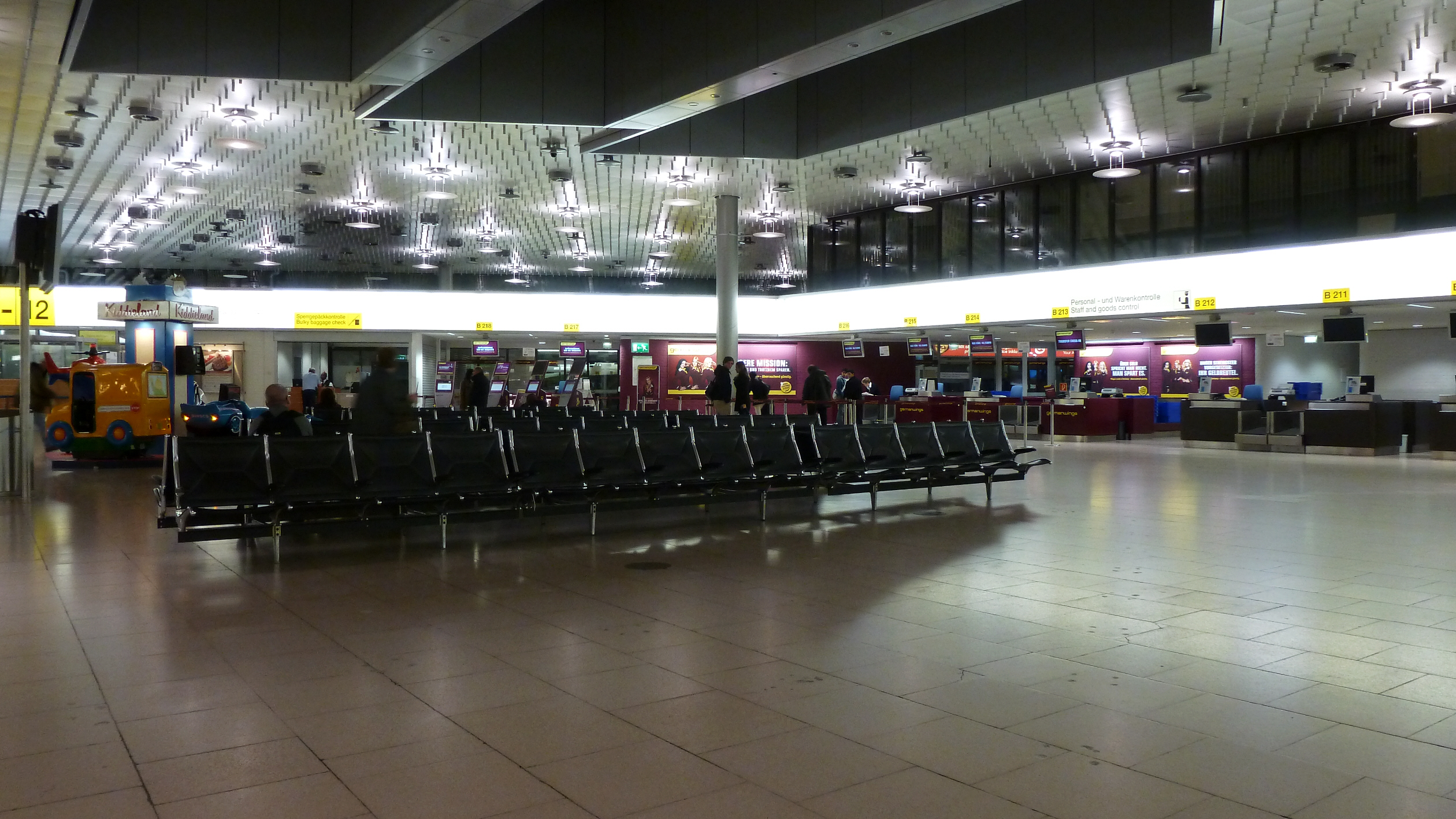
Зал реєстрації

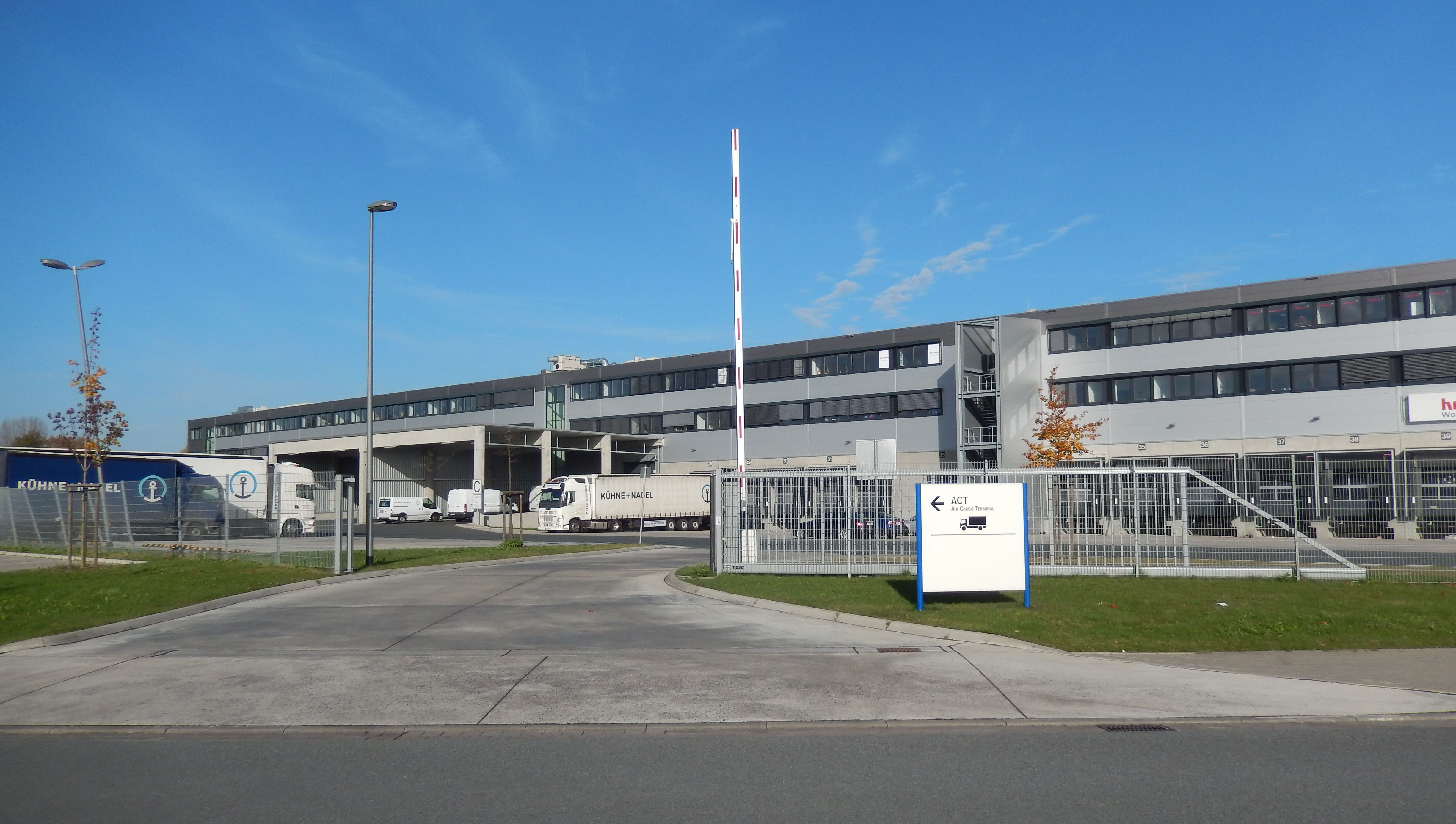
Вантажний термінал

| Рік  | Пасажирообіг | % Зміна  |
| ---- | ------------ | -------- |
| 2000 | 5,530,284    | ▬        |
| 2001 | 5,157,558    | ▼ -6.7%  |
| 2002 | 4,751,921    | ▼ -7.8%  |
| 2003 | 5,044,870    | ▲ 6.1%   |
| 2004 | 5,249,169    | ▲ 4.0%   |
| 2005 | 5,637,385    | ▲ 7.4%   |
| 2006 | 5,699,299    | ▲ 1.1%   |
| 2007 | 5,644,582    | ▼ -1%    |
| 2008 | 5,637,517    | ▼ -0.1%  |
| 2009 | 4,969,799    | ▼ -11.8% |
| 2010 | 5,059,800    | ▲ 2%     |
| 2011 | 5,340,264    | ▲ 5.5%   |
| 2012 | 5,287,831    | ▼ -1%    |
| 2013 | 5,234,909    | ▼ -1%    |
| 2014 | 5,291,981    | ▲ 1%     |
| 2015 | 5,452,669    | ▲ 3%     |
| 2016 | 5,408,814    | ▼ -1%    |
| 2017 | 5,870,104    | ▲ 8.5%   |
| 2018 | 6,324,634    | ▲ 7.7%   |

## Наземний транспорт

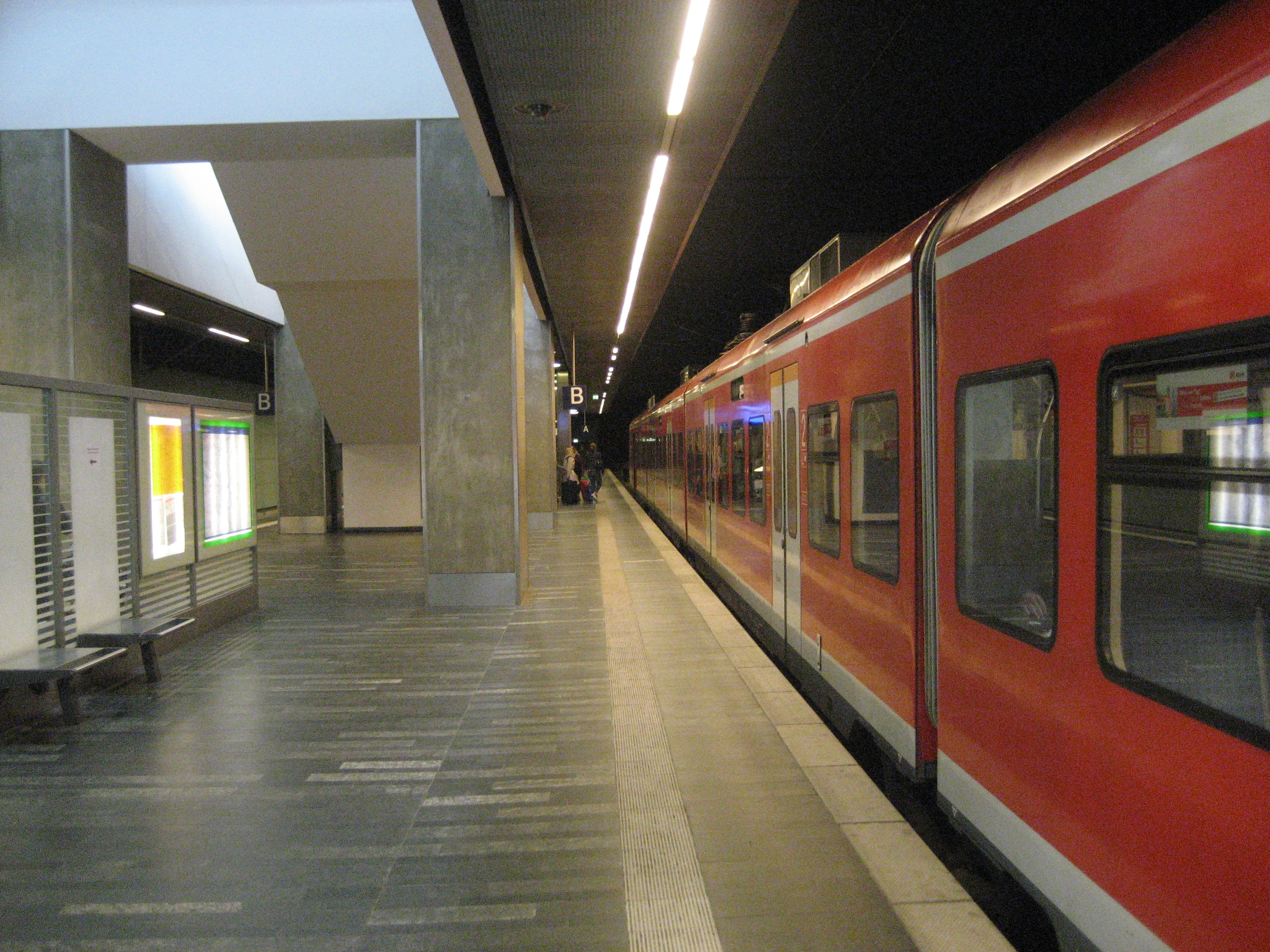
Залізнична станція Аеропорт Ганновер

### Залізничний
Залізнична станція Аеропорт Ганновер розташована під терміналом С від неї курсують потяги Ганновераського S-Bahn лінії S5 до центру міста Ганновер. Час подорожі становить приблизно. 17 хвилин, потяги відходять що 30 хвилин 22 години на добу.

### Автобусний
Автобус за маршрутом №470 курсує між аеропортом Ганновер та станцією Лангенгаген-Центрум

### Автомобільний
Від автобану A352 є відгалуження до аеропорту. Аеропорт має автостоянки місткістю 14,000 місць.